# Siekiera, motyka

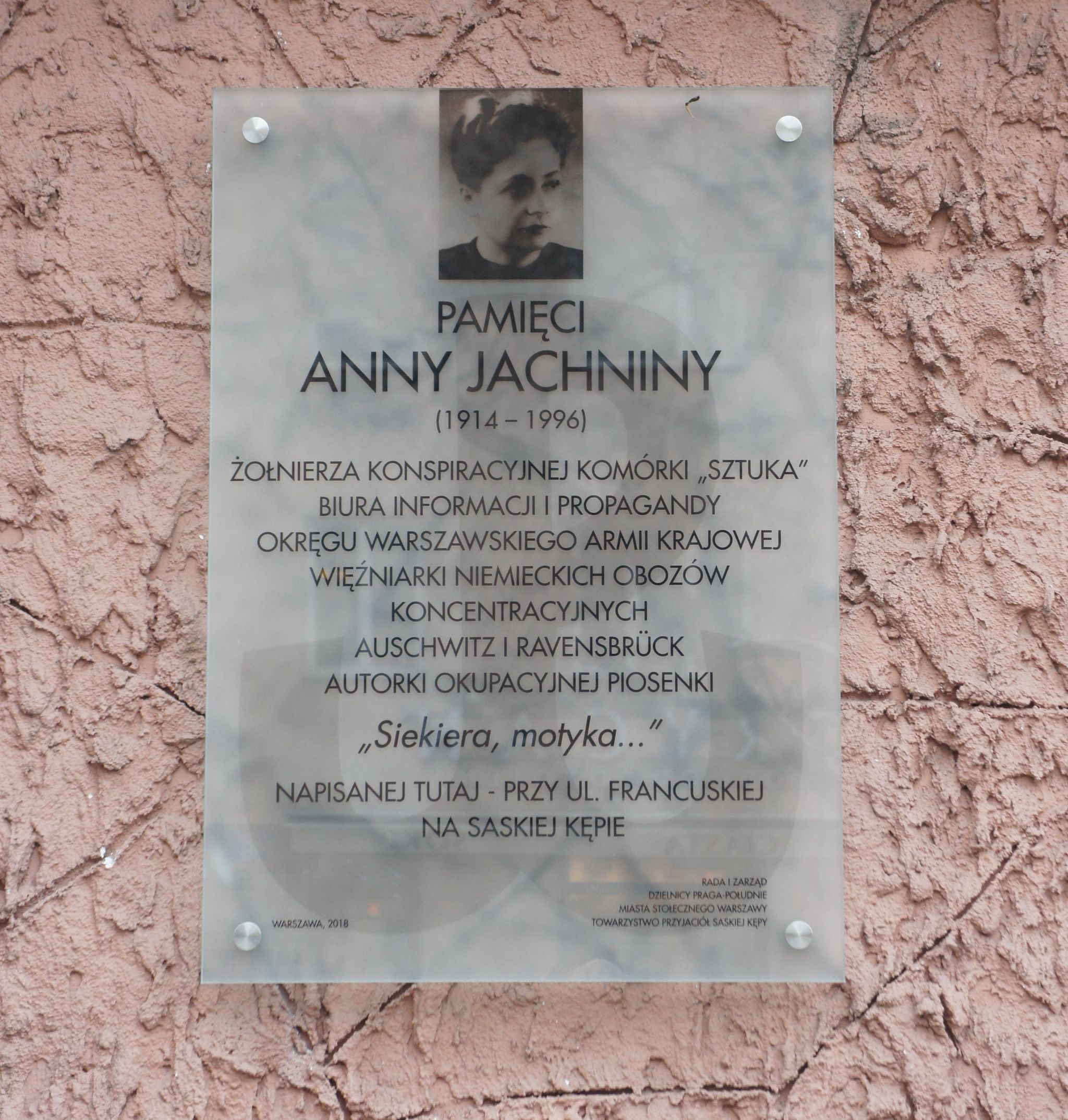
Plaque à Varsovie commémorant Anna Jachnina, avec les paroles de Siekiera, motyka citées en bas de page.

Siekiera, motyka (en polonais, littéralement, « hache et houe ») est une célèbre chanson militaire de la Résistance polonaise et une chanson de protestation populaire. Elle devient vite la chanson la plus populaire de Varsovie occupée, puis de toute la Pologne occupée. La chanson s'inspire d'un vieux refrain folklorique humoristique interprété dès 1917 avec des paroles différentes et en constante évolution, adapté pour l'armée dans une publication de 1938 sous un titre différent.

## Origine
La version « Seconde Guerre mondiale » des paroles de la chanson ont été créées vers août 1942 à Varsovie par Anna Jachnina, jeune épouse d'un capitaine de l'armée avant l'invasion et membre du ZWZ. Rapidement, de nombreuses variantes apparaissent. En 1943, la chanson est finalement publiée sous forme imprimée par les presses clandestines de la résistance polonaise, dans le journal Posłuchajcie ludzie... [Écoutez, les gens], l'une des publications de la Commission de Propagande (Komisja Propagandy  de l'Armia Krajowa (Armée de l'Intérieur),. La musique — et en partie les paroles — était basée sur une mélodie existante et sur les paroles de chansons plus anciennes.

## Interprétations et influence
À partir de la fin de l'année 1942, les Allemands punisse l'interprétation de cette chanson (ainsi que d'autres), mais la poésie chantée, les ballades et d'autres chansons patriotiques sont restées populaires dans la Pologne occupée tout au long de cette période. Siekiera, motyka restera la chanson patriotique de rue la plus populaire de la période d'occupation de la Pologne occupée.
La chanson raconte la vie dans la Varsovie occupée. Un thème notable de la chanson, particulièrement fort dans certaines variantes, était la description de la pratique allemande de la łapanka, les rafles de passants au hasard dans la rue.
La chanson a été réimprimée dans plusieurs livres et disques après la fin de l'occupation allemande. La chanson a également été présentée dans un film Zakazane piosenki (Chansons interdites) réalisé en Pologne en 1946.

## Paroles
| Paroles originelles                 | Traduction française                                 |
| Siekiera, motyka, bimber, szklanka, | Hache, houe, clair de lune, verre à boire,           |
| w nocy nalot, w dzień łapanka,      | raid aérien de nuit, rafle de jour,                  |
| siekiera, motyka, światło, prąd,    | hache, houe, lumières allumées, puissance,           |
| kiedyż oni pójdą stąd.              | Quand vont-ils sortir d'ici ?                        |
|                                     |                                                      |
| Już nie mamy gdzie się skryć,       | Nous n'avons plus d'endroit où nous cacher,          |
| hycle nam nie dają żyć.             | Les attrapeurs de chiens ne nous laissent pas vivre. |
| Po ulicach gonią wciąż,             | ils continuent à courir dans les rues,               |
| patrzą, kogo jeszcze wziąć.         | à chercher qui d'autre pour à enlever.               |
|                                     |                                                      |
| Siekiera, motyka, piłka, linka,     | Hache, houe, scie à main, corde,                     |
| tutaj Prusy, tam Treblinka          | Ici la Prusse, là Treblinka                          |
| siekiera, motyka, światło, prąd,    | hache, houe, lumière, électricité,                   |
| drałuj, draniu, wreszcie stąd.      | Cours, espèce de salaud, loin d'ici.                 |
|                                     |                                                      |
| Siekiera, motyka, styczeń, luty,    | Hache, houe, janvier, février                        |
| Hitler z Ducem gubią buty,          | Hitler et le Duce perdent leurs chaussures,          |
| siekiera, motyka, linka, drut,      | hache, houe, corde, fil,                             |
| już pan malarz jest kaput.          | Monsieur le Peintre est kaput                        |
|                                     |                                                      |
| Siekiera, motyka, piłka, alasz      | Hache, houe, scie à main, liqueur                    |
| przegrał wojnę głupi malarz,        | Le peintre idiot a perdu la guerre                   |
| siekiera, motyka, piłka, nóż,       | Hache, houe, scie à main, couteau                    |
| przegrał wojnę już, już, już.       | Il a perdu la guerre maintenant.                     |